# Odontostilbe parecis
Odontostilbe parecis är en fiskart som beskrevs av Cristina M. Bührnheim och Luiz R. Malabarba 2006. Odontostilbe parecis ingår i släktet Odontostilbe och familjen Characidae. Inga underarter finns listade i Catalogue of Life.